# (1987) Kaplan
(1987) Kaplan – planetoida z pasa głównego asteroid okrążająca Słońce w ciągu 3 lat i 248 dni w średniej odległości 2,38 j.a. Została odkryta 11 września 1952 roku w Obserwatorium Simejiz na górze Koszka na Krymie przez Piełagieję Szajn. Nazwa planetoidy pochodzi od Samuila Aronowicza Kaplana (1921–1978), kierownika działu astrofizyki w Obserwatorium Lwowskim w latach 1948–1961. Przed jej nadaniem planetoida nosiła oznaczenie tymczasowe (1987) 1952 RH.